# Пьер-Алип, Франсуа
Франсуа Пьер-Алип (11 апреля 1886 — 5 февраля 1956) — французский государственный служащий и государственный деятель, занимавший пост в колониальной администрации, затем — префекта.

## Биография
Пьер-Алип был племянником депутата французских поселений в Индии с 1881 по 1898 год Луи Пьера-Алипа (1846—1906).

### Работа в колониях
В 1906 году он начал свою карьеру в колониальной администрации, став начальником штаба губернатора Реюньона, а в 1908 году был назначен клерком по делам коренных народов Французской Западной Африки (AOF). В дальнейшем, до 1915 года, он вместе с Жоржем Буссено редактировал журнал La Presse coloniale. С 1914 по 1916 год он занимал должность заместителя начальника штаба заместителя государственного секретаря по делам изящных искусств, а в 1916—1917 годах был заместителем начальника штаба министра колоний. В 1918 году он стал заместителем комиссара республики в Западной Африке.
Он сблизился с Леонсом Лагардом, бывшим послом во Франции в Эфиопии, который останавливался у него в Ла-Боле, Бретань. В 1922 году Пьер-Алип возглавил официальную миссию франко-абиссинского синдиката в Эфиопии, а после возвращения во Францию в 1923 году участвовал в организации французской делегации, которая поддерживала вступление Эфиопии в Лигу Наций. В 1924 году он организовал визит в Францию будущего императора Хайле Селассие.
Пьер-Алеп стал делегатом Верховного комиссара Леванта в Париже и временно возглавил сирийское государство с 9 февраля по 28 апреля 1926 года в рамках гражданского триумвирата, созданного Анри де Жувенелем. Этот период ознаменовался восстанием против французского мандата. В дальнейшем он был назначен в Высший совет колоний и стал комиссаром колониальной выставки 1931 года. В январе 1933 года Пьер-Алип занял пост директора кабинета министра труда и социального обеспечения Альбера Далимье. Затем, с 15 июня 1937 года по 30 мая 1938 года, он был губернатором Французского Сомалиленда, а после этого, с 29 ноября 1938 года по 21 февраля 1940 года, возглавил Гваделупу.

### Префект во Франции
Пьер-Алип был вызван во Францию Альбером Сарро, бывшим министром колоний и ставшим министром внутренних дел. В феврале 1940 года он был назначен префектом Приморской Шаранты, где приобрел репутацию противника коммунистов. Затем, по распоряжению министра внутренних дел режима Виши Адриана Марке, с августа 1940 по май 1942 года он занимал пост префекта Жиронды. Как приверженец Филиппа Петена, он активно проводил политику национальной революции, в рамках которой интернировал людей, включая цыган, коммунистов и других, в лагерь Кэмп-де-Мериньяк, а затем передавал их нацистам для казни в лагере Суж в Жиронде.
Однако в конце войны он был свергнут и бежал. Был заочно приговорен к смертной казни судом Бордо 21 октября 1946 года за "добровольное содействие разведке иностранного государства во время войны". Позднее он сдался и явился в военную прокуратуру в Париже, где 20 февраля 1955 года был оправдан Парижским военным трибуналом.